# Itzstedt
Itzstedt er en kommune og administrationsby i det nordlige Tyskland, beliggende i Amt Itzstedt i den sydlige del af Kreis Segeberg. Kreis Segeberg ligger i den sydøstlige del af delstaten Slesvig-Holsten.

## Geografi
Itzstedt ligger omkring 16 km nordøst for Norderstedt ved Bundesstraße B432, der forbinder Hamborg og Bad Segeberg.
Indtil 1970erne havde jernbanen Elmshorn-Barmstedt-Oldesloe (EBO) ved nordenden af Nahe, ca. 1 km fra Itzstedt.
Mod vest ligger Itzstedter See hvor der er campingplads, og som årligt besøges af mellem 25.000 og 40.000 badegæster. Mod syd ligger Naturschutzgebiet Nienwohlder Moor.